# 克氏棘花鮨
克氏棘花鮨，又稱克氏棘花鱸，為輻鰭魚綱鱸形目鱸亞目鮨科的一種，分布於紅海海域，棲息深度190-290公尺，體長可達5.5公分，為底棲性魚類，屬肉食性，生活習性不明。

## 擴展閱讀
維基物種上的相關：克氏棘花鮨